# Carlos Will Mejía
Carlos Will Mejía García (Omoa, Cortes, Honduras; 29 de septiembre de 1983) es un exfutbolista de nacionalidad hondureña. Jugaba de mediocampista, su primer equipo fue el Club Deportivo Platense. Su último fue  el Club Deportivo Olimpia de Honduras.

## Vida personal
Will disfruta del fútbol, de la música (toca el teclado, piano, guitarra, batería y bajo) y pronto será un licenciado en Gerencia y Negocios.

## Selección nacional
Ha sido internacional con la Selección de fútbol de Honduras en catorce ocasiones y ha marcado un gol.
El 29 de agosto de 2014 se anunció que Mejía había sido convocado para disputar la Copa Centroamericana 2014 con Honduras.

### Participaciones en Copa Centroamericana
| Copa Centroamericana      | Sede           | Resultado    |
| ------------------------- | -------------- | ------------ |
| Copa Centroamericana 2014 | Estados Unidos | Quinto lugar |

## Clubes
| Club                 | País     | Año               |
| -------------------- | -------- | ----------------- |
| Platense             | Honduras | 2004 - 2007       |
| FC Energiya Volzhsky | Rusia    | 2008              |
| Marathón             | Honduras | 2008 - 2011       |
| Olimpia              | Honduras | 2011 - 2020Retiro |